# Jacque
Jacque (okzitanisch: Jaca) ist eine französische Gemeinde mit 67 Einwohnern (Stand: 1. Januar 2022) im Département Hautes-Pyrénées in der Region Okzitanien (bis 2015 Midi-Pyrénées). Sie gehört zum Arrondissement Tarbes und zum Gemeindeverband  Les Coteaux du Val d’Arros.

## Geografie
Die Gemeinde Jacque liegt in der Bigorre am Nordwestrand des Plateaus von Lannemezan, etwa 17 Kilometer nordöstlich von Tarbes. Die mit 187 ha Fläche sehr kleine Gemeinde erstreckt sich zwischen den beiden parallel nach Norden strebenden Flüssen Ruisseau Lanénos und Arros, die die Gemeinde im Westen und Osten begrenzen. Dazwischen liegt das Dorf Jacque auf dem Grat einer langgezogenen Hügelkette, die im Norden mit 295 m über dem Meer den höchsten Punkt erreicht und damit 100 Höhenmeter über dem Arros-Ufer liegt. Die Flusstäler bilden fruchtbare Ackerbaulandschaften. An den Flussläufen sind Auwaldreste erhalten; die Hänge der Hügelkette sind bewaldet. Zur Gemeinde gehören die Weiler Le Bédat und Le Bois. Umgeben wird Jacque von den Nachbargemeinden Laméac im Norden, Chelle-Debat im Osten, Marseillan im Süden, Bouilh-Péreuilh im Westen sowie Peyrun im Nordwesten.

## Ortsname
Das Dorf taucht erstmals im Jahr 1313 als de Iaqua in einer Urkunde auf. Der Name entwickelte sich über de Jaqua (1342), Jaque (1429), Iaque (1736) und wieder Jaque zum Ende des 18. Jahrhunderts auf einer Cassini-Karte, ehe sich ab 1801 die Schreibweise Jacque etablierte, die sich bis heute als dauerhaft erwies.

## Bevölkerungsentwicklung
| Jahr      | 1962 | 1968 | 1975 | 1982 | 1990 | 1999 | 2010 | 2021 |
| Einwohner | 43   | 38   | 40   | 48   | 49   | 54   | 71   | 66   |

Im Jahr 1831 wurde mit 153 Bewohnern die bisher höchste Einwohnerzahl ermittelt. Die Zahlen basieren auf den Daten von cassini.ehess und INSEE.

## Sehenswürdigkeiten
- Église de l’Assomption (Himmelfahrts-Kirche)
- Gefallenen-Denkmal
- Brunnen
- Flurkreuz

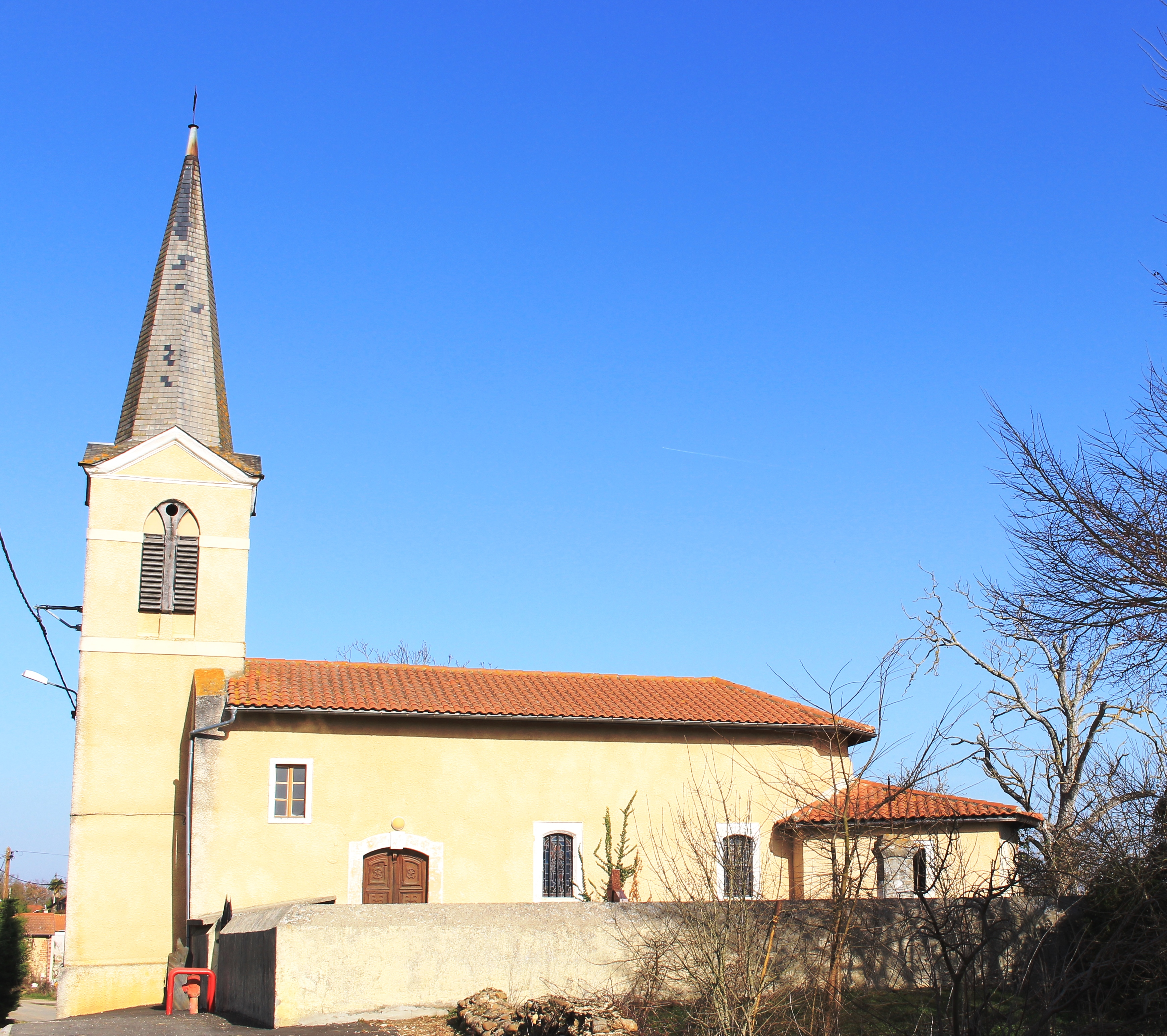
Himmelfahrts-Kirche
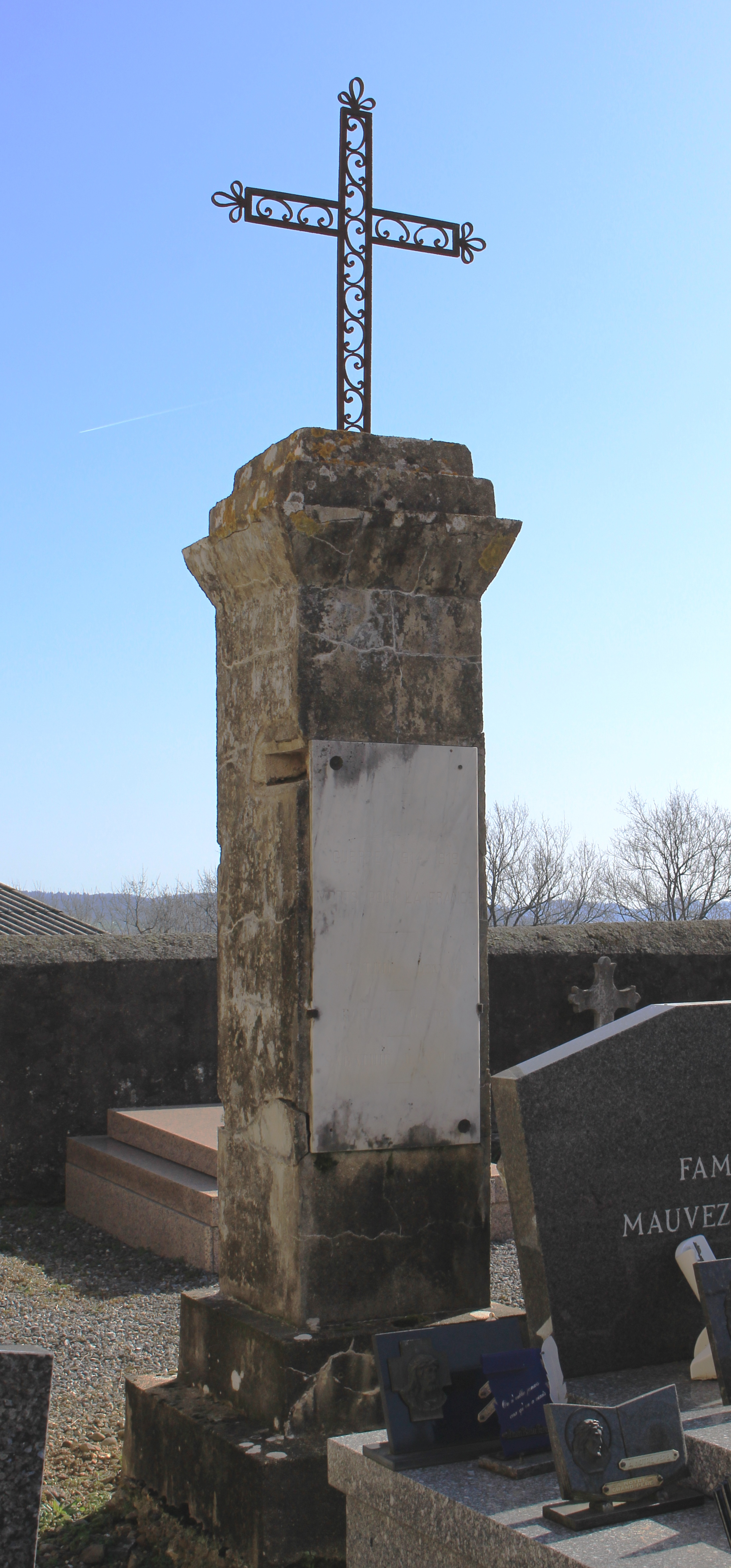
Gefallenendenkmal
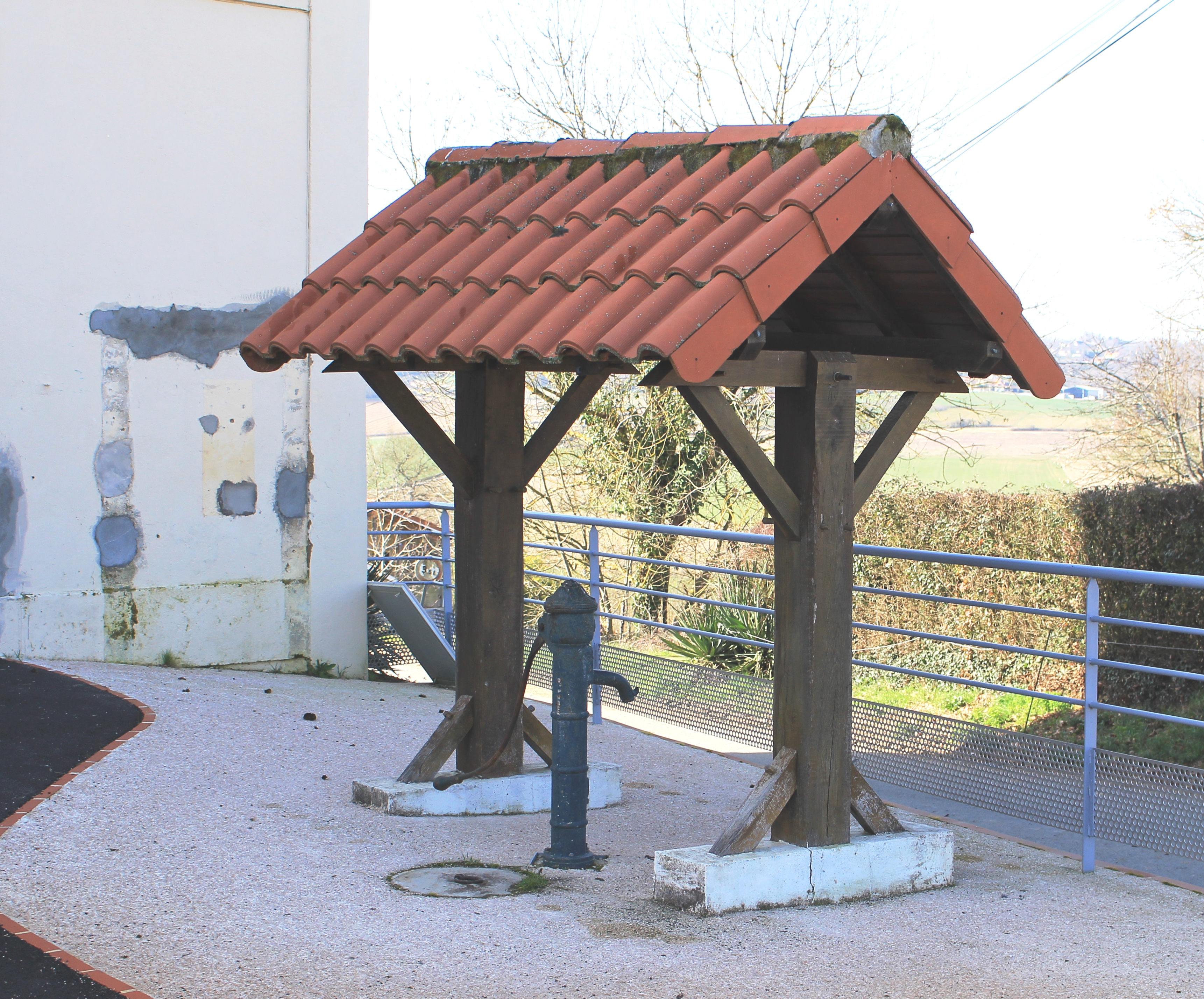
Brunnenpumpe

## Wirtschaft und Infrastruktur
In der Gemeinde Jacque sind sieben Landwirtschaftsbetriebe ansässig (Getreideanbau und Viehzucht).
Jacque liegt an der Fernstraße D 45, die von Villecomtal-sur-Arros nach Marseillan führt. In der 17 Kilometer entfernten Stadt Tarbes besteht ein Anschluss an die Autoroute A64.

## Belege
1. ↑  Dictionnaire toponymique des communes des Hautes-Pyrénées von Michel Grosclaude und Jean-François Le Nail
2. ↑  Jacque auf cassini.ehess
3. ↑  Jacque auf INSEE
4. ↑  Landwirtschaftsbetriebe auf annuaire-mairie.fr (französisch)